# Victoria Plains Shire
Victoria Plains Shire är en kommun i Australien. Den ligger i delstaten Western Australia, omkring 110 kilometer norr om delstatshuvudstaden Perth. Antalet invånare var 910 vid folkräkningen 2016.
Följande samhällen finns i Victoria Plains:
- Bolgart
- Piawaning
- Calingiri